# (202683) 2006 US216
(202683) 2006 US216 — небольшой околоземный астероид из группы атона, который обладает сильно вытянутой орбитой, из-за чего в процессе своего движения вокруг Солнца он пересекает орбиты и Меркурия, и Венеры. Он был открыт 19 октября 2006 года в рамках проекта по поиску астероидов MLS в обсерватории Маунт-Леммон и пока не имеет собственного имени.

Орбита астероида 2006 US216 и его положение в Солнечной системе